# Macrobiotus krynauwi
Macrobiotus krynauwi är en djurart som tillhör fylumet trögkrypare, och som beskrevs av Hieronymus Dastych och Harris 1995. Macrobiotus krynauwi ingår i släktet Macrobiotus och familjen Macrobiotidae. Inga underarter finns listade i Catalogue of Life.